# Gary Gillespie
Gary Thompson Gillespie (n. Stirling, Escocia, 5 de julio de 1960) es un exfutbolista escocés, que jugaba de defensa. Destacó especialmente en el Liverpool de Inglaterra, equipo donde militó por casi 9 años y con el cual, ganó muchos títulos tanto a nivel nacional como internacional

## Selección nacional
Con la Selección de fútbol de Escocia, disputó 13 partidos internacionales y no anotó goles. Incluso participó con la selección escocesa, en una sola edición de la Copa Mundial. La única participación de Gillespie en un mundial, fue en  la edición de Italia 1990. donde su selección quedó eliminado, en la primera fase de la cita de Italia.

### Participaciones en Copas del Mundo
| Mundial                        | Sede   | Resultado    |
| ------------------------------ | ------ | ------------ |
| Copa Mundial de Fútbol de 1990 | Italia | Primera Fase |

## Clubes
| Club          | País       | Año         |
| ------------- | ---------- | ----------- |
| Falkirk       | Escocia    | 1977 - 1978 |
| Coventry City | Inglaterra | 1978 - 1983 |
| Liverpool     | Inglaterra | 1983 - 1991 |
| Celtic        | Escocia    | 1991 - 1994 |
| Coventry City | Inglaterra | 1994 - 1997 |